# Психология спорта
Психоло́гия спо́рта — область психологической науки, которая изучает закономерности формирования и проявления различных психологических механизмов в спортивной деятельности.

## История возникновения
Психология спорта считается довольно молодой отраслью психологической науки. Упоминание о ней впервые появилось в статьях основателя Олимпийских игр Пьера де Кубертена в самом начале XX столетия. Годом же рождения этого направления в психологии можно считать 1913 год, когда по инициативе МОК был организован конгресс, посвященный именно вопросам психологии спорта.
В 1965 году в Риме было организовано Международное общество психологии спорта (сокращенно — ИССП), что стало свидетельством международного признания спортивной психологии как отдельного направления психологии. ИСПП с 1970 года начинает издавать «Международный журнал психологии спорта». В 1967 году появилось Североамериканские общество психологии спорта, а в 1969 году — Европейская ассоциация психологии спорта. Затем в разные годы аналогичные организации были открыты в Японии, Англии, ФРГ, Франции, Австралии, Бразилии и многих других странах.
По настоящему активно психология спорта, как отдельное направления психологии, стало развиваться с начала 1960-х годов. При этом в самом начале упор был сделан на так называемую дифференциальную психологию, то есть изучение различий спортсменов по индивидуальным характеристикам. Кроме того, изучались возможности и способности спортсмена действовать в условиях стресса и способы увеличения эффективности тренировок.
Чуть позже фронт изучаемых спортивной психологией вопросов заметно расширился. Стали разрабатываться программы, с учетом специфики не только индивидуальных способностей спортсменов, но и конкретного вида спорта. При этом использовались достижения общей, педагогической, социальной и возрастной психологии (индивидуальная работа со спортсменом, коллективные тренинги и т. д.). Шла разработка программ соответствующих тренировочных комплексов для повышения психической и физической тренированности спортсменов, их этической, эмоционально-волевой и коллективистской подготовленности. Особое внимание уделялось вопросам мотивации спортсменов, причем не только в период их участия на соревнованиях, но и по ходу тренировок. Довольно детально исследовались способы и пути формирования узкоспециализированных восприятий спортсменов — чувства дистанции, чувства времени, колебания скорости движущегося объекта, «чувство мяча», «чувство воды», предвосхищения развития событий (интуиция, антиципация). Также значительное внимание уделялось развитию способов воображения, улучшения наблюдательности, тактического и стратегического мышления, качественного взаимодействия в группах.

## Задачи спортивной психологии
Говоря о задачах, которые решает спортивная психология, нельзя не сказать о центральной фигуре данного направления в психологии — спортивный психолог. Именно спортивный психолог работает со спортсменом, позволяя ему решить следующие основные задачи:
1. Повышение общей эффективности тренировочного процесса за счет выработки нужного уровня мотивации, четкой ориентацией на конкретную цель, а также формирования нужных двигательных умений и навыков.
2. Создание необходимых психологических условий для достижения лучшей психологической выносливости, высоких показателей силы, ловкости, а также для развития специализированных видов восприятия.
3. Грамотная психологическая подготовка спортсмена к соревнованиям
4. Психическая регуляция
5. Формирование личности спортсмена для лучшего взаимодействия с тренером, а также другими спортсменами в команде.
6. Повышение у спортсмена силы воли в ситуациях, когда этот показатель находится либо на недостаточном для успешных спортивных выступлений уровне, либо этот показатель слишком высок и есть риск того, что спортсмен может «перегореть» еще до старта соревнований.
7. Оперативная помощь спортсмену. Подразумевает работу со спортсменом в самые напряженные для него моменты — от снятия предстартовых волнений и работы со стрессом до помощи в случае неудачных выступлений и связанных с ними переживаний.

Кроме того, в отдельное направление современная спортивная психология выделяет исследования, рассматривающие проблемы грамотного формирования команд, межличностные отношения в коллективе, способы и приемы повышения ценностно-ориентационного единства, с болельщиками, а также проблемы межгрупповых взаимоотношений и сплоченности спортивного коллектива.

## Направления спортивной психологии
Прежде всего, деятельность спортивного психолога заключается в грамотном психологическом сопровождении всей спортивной жизни спортсмена и включает в себя следующие основные направления:
1. Психодиагностика
2. Индивидуальная психологическая подготовка спортсмена
3. Психологические тренинги — индивидуальные и коллективные
4. Ситуативное управление поведением и состояний спортсмена
5. Гендерная психология в спорте

## Спортивная психология в настоящее время
Роль спортивной психологии в современном спорте повышается с каждым годом. Без спортивного психолога трудно представить себе работу того или иного спортивного клуба, не говоря уже о национальной сборной. Отдельные национальные олимпийские сборные имеют в штате психологов для каждого вида спорта. Активно идут исследования в области изучения психологических возможностей спортсменов. Принципиально важным моментом для будущего спорта является и то, в каком состоянии будет находиться детская спортивная психология. Сегодня много внимания уделяется вопросам тестирования и отбора спортсменов, а также их грамотного воспитания на разных возрастных стадиях и в процессе тренировок. Отдельным важнейшим направлением спортивной психологии стоит считать и работу со спортсменом, который решил покинуть большой спорт — как помочь человеку сделать это максимально грамотно и чтобы он смог начать новую жизнь вне большого спорта.